# Gennaro Scalea
Gennaro Scalea (* Mai 1670 in Terlizzi; † 18. Juli 1739) war ein italienischer römisch-katholischer Bischof.
Scalea empfing am 5. Juni 1694 die Priesterweihe. Er wurde am 24. Januar 1718 zum Bischof von Lacedonia ernannt. Die Bischofsweihe spendete ihm Kurienkardinal Lorenzo Corsini, der spätere Papst Clemens XII. sechs Tage später.
Am 27. Februar 1736 wurde er von Papst Clemens XII. zum Bischof von San Severo ernannt.